# Вонданка
Вонданка — река в Даровском районе Кировской области России, правый приток Моломы (бассейн Волги). Устье реки находится в 179 км по правому берегу реки Молома. Длина реки составляет 62 км. Площадь водосборного бассейна — 740 км².
Исток реки находится к юго-западу от села Верхвонданка (центр Верховонданского сельского поселения). Рядом с истоком Вонданки находится исток реки Сидоровка, притока Луптюга, здесь проходит водораздел Моломы и Ветлуги. Река течёт на северо-восток, протекает села Верхвонданка и Вонданка (центр Вонданского сельского поселения). Впадает в Молому у деревни Юденки. Ширина реки перед устьем составляет 18 метров.

## Притоки (км от устья)
- 9,1 км: Бабица (левый)
- 10 км: Ельцовка (левый)
- 36 км: Северная (левый)
- 50 км: Северная (левый)

## Данные водного реестра
По данным государственного водного реестра России относится к Камскому бассейновому округу, водохозяйственный участок реки — Вятка от города Киров до города Котельнич, речной подбассейн реки — Вятка. Речной бассейн реки — Кама.
Код объекта в государственном водном реестре — 10010300312111100035553.